# ミッコ・ロンカイネン
ミッコ・ロンカイネン（Mikko Ronkainen、1978年11月25日 - ）は、フィンランドの中央スオミ県ムーラメ出身のモーグルスキーヤーである。

## 経歴
1995-1996シーズンにヨーロッパカップで1勝を挙げ、シーズン途中よりワールドカップへ出場した。17歳で初参戦となった同シーズンは全て予選落ちと芳しい成績は残せず、さらに翌シーズンも序盤で最低クラスの成績になってしまい、ナショナルチームから外されて再びヨーロッパカップに戻った。しかし、シーズン終盤の世界ユース選手権ではピエール＝アレキサンダー・ルソーを僅差でやぶり優勝を果たす。また、世界ユース選手権優勝者に与えられるワールドカップ最終戦の出場権によってワールドカップ最終戦へ出場したが、20人中16位とまたも下位に終わった。
1997-1998シーズンはナショナルチームに復帰してフル参戦を果たし、デュアルでは初の一桁の順位も獲得する。20歳になった1998-1999シーズンはシングルで初めて予選を突破し、デュアルでは第3戦で2位になり、遂に表彰台に上った。さらにワールドカップ後の3月に世界選手権にも出場して予選で5位と健闘を見せたが、決勝ではミスにより15位という結果に終わってしまった。当時フィンランドはヤンネ・ラハテラ、ラウリ・ラッシラ、サミ・ムストネンの3人が圧倒的な強さで3強とされていたが、この頃からミッコ・ロンカイネンがフィンランド4人目の選手として注目されるようになる。
1999-2000シーズンはシングル初戦でいきなり初優勝を果たす。予選2位から決勝では唯一の27点台を叩き出すという快勝だった。初戦の後も予選では2位や3位に入るものの、決勝ではミスが目立ち、表彰台に上ることはなかった。2000-2001シーズンは第2戦で2度目となる優勝を果たす。同シーズンは1月に世界選手権が開催された。世界選手権では予選を1位で突破して最終走者となって出走すると、暫定首位のピエール＝アレキサンダー・ルソーの26点台後半というポイントを大きく上回る28点台を叩き出して優勝した。世界選手権の後、ワールドカップでは第6戦でシーズン2勝目を上げる。また、首位を走るヤンネ・ラハテラが第6戦の前のデュアルで怪我をしており、第6戦を欠場していてポイント差が大きく縮まった。ヤンネ・ラハテラは最終戦も欠場することになり、5位以上で総合優勝のタイトルが掛かった最終戦で2位を獲得し、世界選手権とワールドカップの2冠を達成し、オーバーオール総合優勝も同時に手にした。
2001-2002シーズンは終盤で2勝を上げるも総合5位に終わった。また、2002年ソルトレークオリンピックにも出場したが、8位とメダル獲得はならなかった。2002-2003シーズンは序盤で1勝を上げるも後は勝ち星がなく、再び総合5位に終わった。しかし、シーズン半ばに行われた世界選手権ではエドガー・グロスピロン以来、史上2人目となる世界選手権2連覇の偉業を達成した。またも28点台で、ターン点はジャッジの5人中4人が満点で5審3採用制のため満点という高得点での優勝だった。2003-2004シーズンは翌年の世界選手権のために休むシーズンと公言して第4戦から第8戦を欠場した。
2004-2005シーズンは世界選手権直前の最終戦に1勝して、総合4位。万全の調整で臨んだシーズン最後の世界選手権でシングルでは予選3位と好位置につけたが、決勝ではエアの着地で失敗して9位に終わり、前人未到の3連覇はならなかった。デュアルではベスト4まで進んだものの、セミファイナルで同国のサミ・ムストネンに敗れ、メダルは獲得できずに終わった。2度目の出場となる2006年トリノオリンピックでは8番スタートで26点台後半の高得点を出して、20人中19人目までは暫定首位だったが、最後の1人のデイル・ベッグ＝スミスに僅か0.15ポイント上回られ優勝を逃した。また、2005-2006シーズンのワールドカップではあまり好成績を残していないが、オリンピック後の最終戦で1勝を上げている。2006-2007シーズンは日本ラウンドのみ参戦して、シングルで13位、デュアルで2位になった。シーズン最後の世界選手権にも参戦して、これを最後に引退した。しかし、2009-2010シーズンにバンクーバーオリンピックへの出場を期して引退を撤回して復帰し14位となった。

## 主な成績

### ヨーロッパカップ
- 1995-1996シーズン　5戦1勝
  - スピンドレルフ・ムリン（チェコ）シングル優勝
- 1996-1997シーズン　7戦1勝、3位1回
  - ラーヤヴォリ（フィンランド）シングル優勝
- 1997-1998シーズン　2戦出場、最高33位
- 1998-1999シーズン　1戦出場、45位

### 世界ユース選手権
- 1995年マウントブラー（オーストラリア）シングル5位
- 1996年シャテル（フランス）シングル14位
- 1997年ラーヤヴォリ（フィンランド）シングル優勝

### ワールドカップ

#### 戦績表
| シーズン  | シングル | シングル | シングル | シングル | シングル | シングル | デュアル | デュアル | デュアル | デュアル | デュアル | デュアル | シングル デュアル 統合成績 | オーバーオール 総合成績 |
| シーズン  | 大会数   | 出場数   | 1位      | 2位      | 3位      | 総合成績 | 大会数   | 出場数   | 1位      | 2位      | 3位      | 総合成績 | シングル デュアル 統合成績 | オーバーオール 総合成績 |
| --------- | -------- | -------- | -------- | -------- | -------- | -------- | -------- | -------- | -------- | -------- | -------- | -------- | -------------------------- | ----------------------- |
| 1995-1996 | 11戦     | 3戦      | 最高25位 | 最高25位 | 最高25位 | 67位     | 3戦      | 2戦      | 最高33位 | 最高33位 | 最高33位 |          | -                          | 127位                   |
| 1996-1997 | 7戦      | 2戦      | 最高16位 | 最高16位 | 最高16位 |          | 6戦      | 2戦      | 最高65位 | 最高65位 | 最高65位 |          | -                          |                         |
| 1997-1998 | 8戦      | 6戦      | 最高19位 | 最高19位 | 最高19位 | 44位     | 5戦      | 2戦      | 最高9位  | 最高9位  | 最高9位  | 25位     | -                          | 103位                   |
| 1998-1999 | 5戦      | 5戦      | 最高7位  | 最高7位  | 最高7位  | 8位      | 3戦      | 3戦      |          | 1回      |          | 7位      | -                          | 20位                    |
| 1999-2000 | 7戦      | 7戦      | 1回      |          |          | 6位      | 4戦      | 2戦      | 最高9位  | 最高9位  | 最高9位  | 22位     | -                          | 12位                    |
| 2000-2001 | 7戦      | 7戦      | 2回      | 1回      |          | 優勝     | 1戦      | 1戦      | 最高8位  | 最高8位  | 最高8位  | -        | -                          | 優勝                    |
| 2001-2002 | 9戦      | 9戦      | 2回      |          |          | 5位      | 3戦      | 2戦      | 最高9位  | 最高9位  | 最高9位  | 15位     | -                          | 25位                    |
| 2002-2003 | 10戦     | 9戦      | 1回      | 2回      |          | 5位      | 3戦      | 2戦      | 最高8位  | 最高8位  | 最高8位  | 13位     | -                          |                         |
| 2003-2004 | 11戦     | 7戦      |          | 1回      | 1回      | -        | 3戦      | 1戦      |          |          | 1回      | -        | 13位                       | 46位                    |
| 2004-2005 | 8戦      | 8戦      | 1回      | 1回      | 1回      | -        | 3戦      | 3戦      | 最高4位  | 最高4位  | 最高4位  | -        | 4位                        | 9位                     |
| 2005-2006 | 11戦     | 8戦      | 1回      |          |          | 12位     |          |          |          |          |          |          | -                          | 42位                    |
| 2006-2007 | 7戦      | 1戦      | 最高13位 | 最高13位 | 最高13位 | -        | 3戦      | 1戦      |          | 1回      |          |          | 22位                       | 62位                    |
| 通算成績  | -        | 72戦     | 8回      | 5回      | 2回      | -        | -        | 21戦     |          | 2回      | 1回      | -        | -                          | -                       |

#### 優勝歴
- 1999-2000シーズン
  - シングル:第1戦タンダダーレン（スウェーデン）優勝
- 2000-2001シーズン
  - シングル:第2戦ディアバレー（アメリカ）優勝、第6戦飯綱高原（日本）優勝
- 2001-2002シーズン
  - シングル:第6戦猪苗代（日本）優勝、第8戦ルカ（フィンランド）優勝
- 2002-2003シーズン
  - シングル:第2戦サウゼ・ドゥルクス（イタリア）優勝
- 2004-2005シーズン
  - 第9戦ボス（ノルウェー）シングル優勝
- 2005-2006シーズン
  - 第8戦猪苗代（日本）優勝

### 世界選手権
- 1999年マイリンゲン・ハスリベルク大会
  - シングル15位
  - デュアル17位
- 2001年ウィスラー大会
  - シングル優勝
  - デュアル4位
- 2003年ディアバレー大会
  - シングル優勝
  - デュアル9位
- 2005年ルカ大会
  - シングル9位
  - デュアル4位
- 2007年マドンナ・ディ・カンピーリオ大会
  - シングル36位

### オリンピック
- 2002年ソルトレークシティオリンピック8位
- 2006年トリノオリンピック2位
- 2010年バンクーバーオリンピック14位